# 서상륜
서상륜(徐相崙, 본관은 대구, 1848년 7월 19일 ~ 1926년 1월)은 구한말, 일제강점기의 기독교인, 개신교 선교사로 한국교회사 처음 개신교 교회인 황해도 소래교회를 설립하고 새문안교회, 연동교회, 승동교회에서 초창기 조사와 집사로 일했다. 독립운동가 겸 교육자 서병호의 큰아버지이자 양아버지였다. 독립운동가 서재현의 양 할아버지이다.
13세에 부모를 잃고 의주와 만주에서 홍삼 무역 등 상업에 종사하다가 병에 걸렸을 때 스코틀랜드인 목사 매킨타이어(John McIntyre, 馬勒泰)의 주선으로 아일랜드장로교회 선교병원의 헌터(Joseph M. Hunter) 의사의 치료를 받은 뒤 매킨타이어의 전도로 기독교에 관심을 가지게 되었다. 이후 존 로스(John Ross) 목사의 한글 성경 번역 작업에 잠시 참여하였다.  
1882년 5월 28일 로스 목사로부터 세례를 받은 후 권서 활동과 전도에 전념하였으며, 조선 말기의 초기 장로교 조사로 활동하였다. 1882년 10월 국내에서 전도하기 위해서 의주를 거쳐 서울에 와서 전도하여 여러 개종자를 얻었으며, 1883년 소래에 내려가 1884년 정기적인 주일 예배를 주관하고 한국인이 세운 첫 개신교회인 소래교회를 창립했다.

## 생애

### 초기 활동

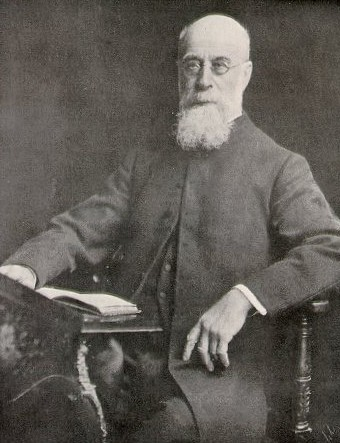
서상륜이 만주에서 만난 선교사 중 한 명인 존 로스

1848년(헌종 14년) 7월 19일 그는 평안도 의주에서 서석순(徐奭淳)의 아들로 태어났으며 동생으로는 서상우(서경조)가 있었다. 그의 출생에 대해서는 일설에는 7월 26일에 태어났다는 설도 있다. 본래는 한성의 양반 가문이었으나 서유묵(徐有默)의 대에 평안북도 의주에 정착하였다. 어려서 서당에 다니면서 한학을 배웠는데 이때 배운 한자 실력은 후일 그가 성경을 번역하는데 도움이 되었다.
그러나 콜레라로 일찍이 아버지를 여의고, 중국을 드나들며 만주에서 동생 서경조와 함께 홍삼을 판매하는 한편 약재나 비단을 입수하여 국내에 판매하는 무역에 종사했다. 1878년(고종 15) 행상으로 만주 뉴좡(牛莊)에 갔다가, 병에 걸렸을 때 매킨타이어 목사의 주선으로 아일랜드장로교회 선교병원의 헌터 의사의 치료를 받은 뒤 매킨타이어의 전도로 기독교에 관심을 가지게 되었다.
1879년 김진기, 백홍준, 이응찬, 이성하 등이 세례를 받고, 로스와 매킨타이어의 한글 성경 번역 사업에 조력하고 전도함에 따라 서상륜도 번역과 전도 사업에 관심을 가지게 되었다. 서상륜은 1882년 초 선양의 존 로스 목사를 찾아가 성경 번역에 5개월 간 참여하면서 인쇄 일도 도우며 성경과 기독교를 더 배우고 5월 28일 로스 목사로부터 세례를 받았다. 한국인으로서는 여섯 번째 개신교 세례 신자가 되었다. 로스는 1882년 10월 6일 서상륜을 영국성서공회 상하이 지부의 지원을 받는 한국의 첫 권서로 임명하고 의주와 서울에 파송했다. 로스는 그에게 500여 권의 한글 복음서와 500여 권의 소책자를 주고 3개월 간 권서로 조선 국내에서 활동하게 했다.   

### 성경 번역 활동

#### 누가복음, 요한복음의 번역
1876년부터 만주에서 선교하던 영국 스코틀랜드 선교사 존 로스와 그의 매제 맥킨타이어가 1879년부터 이응찬(李應贊)과 여러 번역 조사의 도움을 받아 신약 성경의 한글 번역에 착수했다. 첫 한글 복음서인 누가복음과 요한복음의 번역이 1882년 봄에 완성되었는데, 그 최종 원고 작성에 서상륜이 참여했다. 이 두 복음서는 각각 3,000부가 출판되어 서간도와 조선에 배포되었다.
로스는 스코틀랜드에서 안식년을 보내고 1881년 5월 만주로 돌와와서 뉴좡은 매킨타이어에게 맡기고, 봉천(현 선양시)에 새로운 선교지부를 개척했다. 그는 한글 성경을 출판하기 위하여 문광서원(文光書院)을 설립했다. 로스는 1881년에 실험적으로 소책자 '예수셩교문답'과 '예수셩교요령'을 출판한 후,1882년 봄에 순한글로 '누가복음'과 '요한복음'을 출판했다. 

#### 신약성경의 번역 활동
1884년 조선에 기독교 선교사가 들어오기 전에 그는 한글 신약 번역에 참여했다. 1880년대에는 만주에 파견된 스코틀랜드 영국성공회의 로스 목사 등의 성서 보급 활동에 적극 동참하였으며 1887년 신약성경인 예수셩교젼서의 번역, 교열, 출판에 적극 참여하였다. 1884년에는 직접 국한문으로 번역한 예수셩교젼셔 마태복음과 마가복음서를 만주 심양(瀋陽)으로 가져가 심양 문광서원에서 책으로 간행, 인쇄하였고, 같은 해 국내에서 전도하려고 의주로 돌아와 조선 최초의 개신교 예배를 주관하였다.
1887년에는 로스 번역 성서(Ross Version)라고 하는 신약성경 번역본을 입수, 만주에 가서 예수셩교젼셔라는 제목으로 간행하여 귀국, 신약성경을 보급하였다. 이는 대부분 중국어 신약성경을 조선식 국한문 혼용으로 번역한 것으로, 신약성경의 활판 식자와 인쇄도 주도하였다. 그는 성서를 만들어내는 데 그치지 않고 국내에 배포하는 것도 시도하였다.
번역된 성경을 가지고 고향 의주로 돌아왔으나 쇄국정책으로 기독교의 전래를 금하던 때여서 외갓집인 황해도 장연군 소래로 피신하여 거기에서 전도를 하여 1883년 소래교회를 설립하였다. 이때 그의 전도를 받고 교회에 나간 이 중에는 의주 출신인 최명오(崔明悟)가 있었는데, 그는 초기 장로교 조사(지금의 전도사)로 활동하였다. 이때 그의 전도를 받은 신도들 중에는 후에 한성으로 가 새뮤얼 모펫을 도와 연동교회(蓮洞敎會)의 헌당을 지원하고 초대 교인이 되었다.

### 선교 활동

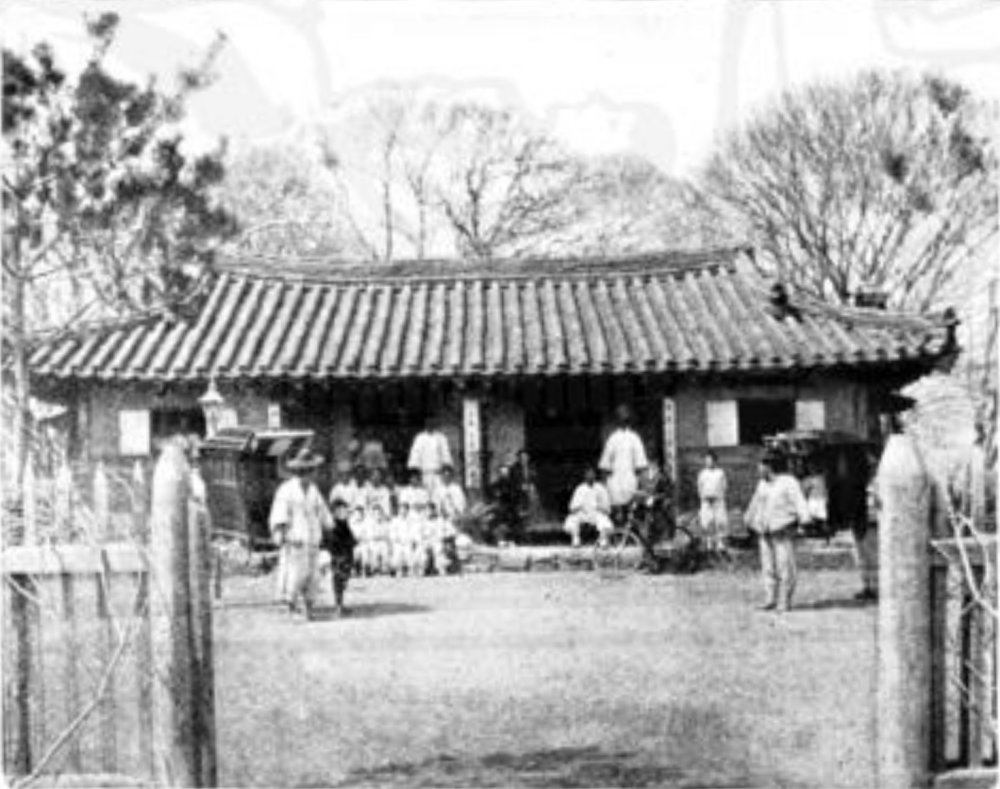
서상륜이 설립에 참여한 한국 최초의 교회인 소래교회

1883년 중국에서 구입한 성경전서들을 보따리에 싸서 입국을 시도하다가 국경지대에서 적발되어 의주군 감옥에 투옥되었다. 그러나 당시 의주부청의 집사로 근무하던 장로교 교인이었던 김효순(金孝順)의 도움으로 탈출, 고향인 의주로 되돌아왔다. 그러나 개신교 탄압이 계속되자 상황이 불리함을 깨닫고 동생 서경조와 함께 은신해 있다가 황해도 장연군 솔내(松川) 마을로 이주하여 교회를 세우고 전도활동을 시작하였다. 동생 서경조(후에 목사가 됨)와 함께 세운 이 교회가 한국 최초의 자생 개신교 교회인 솔내교회 또는 송천교회로 나중에 발음이 바뀌어 소래교회가 되었다. 한편 1887년 경성에 새문안교회가 설립될 때 설립교인 14명 중 13명이 그의 전도로 기독교인이 된 사람들이었다. 동생 서경조는 평양신학교를 졸업하고 장로교회 목사가 되었다.
1887년(고종 24)에는 황해도 전역을 순방하던 미국인 선교사 호러스 그랜트 언더우드가 장연 솔내에 와서 서상륜, 서경조, 정공빈 등 100여 명의 신자에게 한국 개신교 교회 역사 처음으로 세례를 집전하였다. 1898년 6월 전도와 교회 설립 등에 대한 제한이 풀리자 서경조와 서상륜은 옹진군 백령면 연화리의 한학서당에 중화동교회(中和洞敎會)를 개설하여 설립, 예배를 인도하였고, 1899년 소래교회에서 건축자재를 구하여 40평의 예배당을 건축하였다.
그밖에 그는 만주의 헤이룽장성(黑龍江省)으로도 가 그곳에 사는 동포에게도 기독교를 전도하였다. 대한제국 수립 이후에는 한성에서 한국 최초의 개신교 예배 집회를 주도하기도 했다. 1887년 새문안교회를 창립할 때에도 참여하였으며, 말년에는 솔내 교회에서 전도활동에 전념하였다. 1907년에는 의병이 활동하자 고종의 특별 지시를 받고 상경, 의병 자체 해산을 촉구하는 선유칙서를 받아 전국에 보급하는 활동을 하였다. 대한제국 멸망 이후에는 관서, 관북 지방에서 성경을 보급하다가 1926년 아들을 따라 간 상해에서 생을 마쳤다.

### 사후
부인에게서는 딸 서윤애만이 있었으므로 동생인 서경조의 둘째 아들 서병호를 양자로 입양하였다. 독립운동가 서재현의 양 할아버지이다.
1936년 9월 제25회 조선 장로교회 총회에서 그의 선교, 성경전서 번역을 기리는 기념비 건립이 결정되어, 1938년 그의 묘지에 기념비가 세워졌다.

## 가족 관계
동생 서경조의 본명은 서상우이고 호는 경조인데, 후에 경조라는 아호를 이름처럼 사용하게 되었다.
- 아버지: 서석순(徐奭淳)
  - 동생: 서경조(徐景祚, 본명은 서상우(徐相佑), 호는 경조(景祚)), 목사
    - 조카: 서광호(徐光昊)
- 부인: 이름 미상
  - 딸: 서윤애
  - 양자: 서병호, 동생 서경조의 둘째 아들
  - 양 며느리: 김구례(金求禮), 독립운동가 겸 중도 우파 정치인 우사 김규식의 처형
    - 양 손자: 서재현
      - 증손자: 서경석, 목사

## 기타
양 며느리 김구례(金求禮)는 독립운동가 김필례, 김순애의 언니이자, 독립운동가 김마리아의 고모였다. 또한 임시정부 부주석을 지낸 우사 김규식의 처형이었다.
김마리아의 아버지 김윤방(金允邦)은 본래 한학자였으나, 서상륜의 전도로 장로교 신앙을 받아들이고 마을에 교회와 학교를 세우고, 신앙 전도, 계몽 활동에 동참하게 되었다.

## 같이 보기
- 소래교회
- 서병호
- 서경조
- 백홍준
- 김규식
- 김마리아

## 참고 문헌
- 백낙준, 《한국개신교사》(연세대학교 출판부, 1973)
- 차재명, 《조선예수교장로회사기(상)》(신문로교회당, 1928)